# Ljubinski
Ljubinski (russisch Любинский) ist eine Siedlung städtischen Typs in der Oblast Omsk (Russland) mit 10.231 Einwohnern (Stand 14. Oktober 2010).

## Geographie
Die Siedlung liegt im Westsibirischen Tiefland, etwa 50 km nordwestlich der Oblasthauptstadt Omsk und 20 km vom linken Ufer des größten Ob-Nebenflusses Irtysch entfernt.
Ljubinski ist Verwaltungszentrum des gleichnamigen Rajons Ljubinski.

## Geschichte

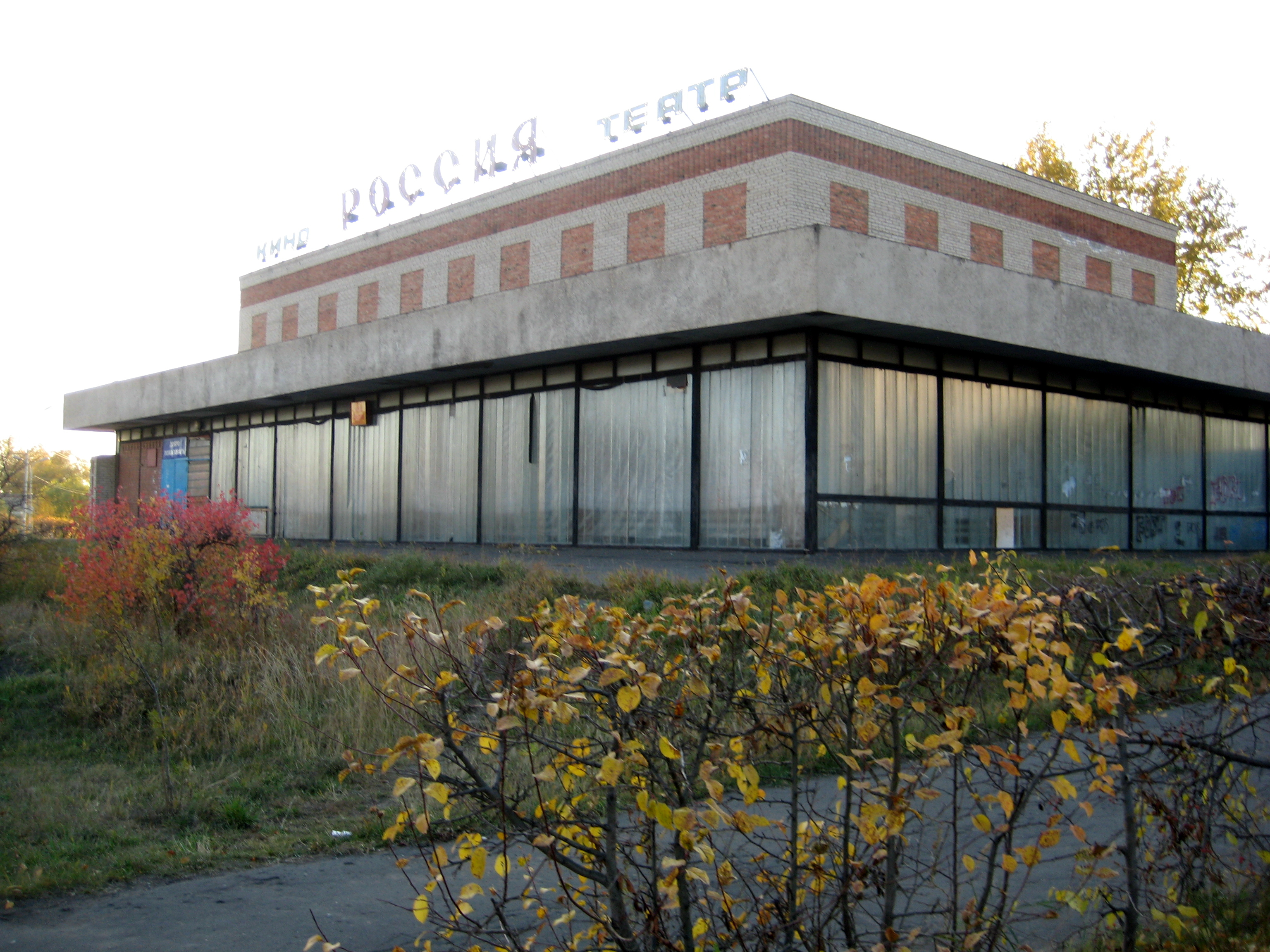
Das Kino „Rossija“

Die Geschichte des Ortes beginnt um die Mitte des 18. Jahrhunderts mit der Gründung einer als Worowskoi forpost („Worowsker Vorposten“) bezeichneten Kosaken-Wehrsiedlung am linken Ufer des Irtysch im Verlauf der damaligen Grenzlinie des Russischen Reiches zu den noch nicht kolonialisierten Steppengebieten des heutigen Kasachstan. Der Ort verlor bald seine strategische Bedeutung und wurde als normales Dorf nur noch Worowskaja genannt.
Wegen der negativen Konnotation des Ortsnamens – wor steht im Russischen für Dieb – erfolgte 1853 die Umbenennung in Ljubino, möglicherweise nach dem Vornamen der Ehefrau des damaligen Omsker Generalgouverneurs Gustav Gasford, Ljubow (Diminutiv Ljuba). Wenig später entstand im Bereich der heutigen Ortslage das Dorf Nowoljubino („Neu-Ljubino“).
Als ab 1911 die Lücke der damaligen Nord- und heutigen Hauptstrecke der Transsibirischen Eisenbahn zwischen Tjumen und Omsk geschlossen wurde, entstand an dieser bei Nowoljubino die Station Ljubinskaja mit umliegender Stationssiedlung. Die Bahnstrecke wurde 1913 eröffnet.
Im Rahmen einer Verwaltungsreform wurde die schnell gewachsene Stationssiedlung am 24. September 1924 Verwaltungszentrum eines Rajons. Im März 1947 erhielt sie unter dem heutigen Namen des Status einer Siedlung städtischen Typs.

### Bevölkerungsentwicklung
| Jahr | Einwohner |
| ---- | --------- |
| 1939 | 6.266     |
| 1959 | 8.515     |
| 1970 | 8.718     |
| 1979 | 9.869     |
| 1989 | 10.881    |
| 2002 | 10.588    |
| 2010 | 10.231    |

Anmerkung: Volkszählungsdaten

## Kultur und Sehenswürdigkeiten

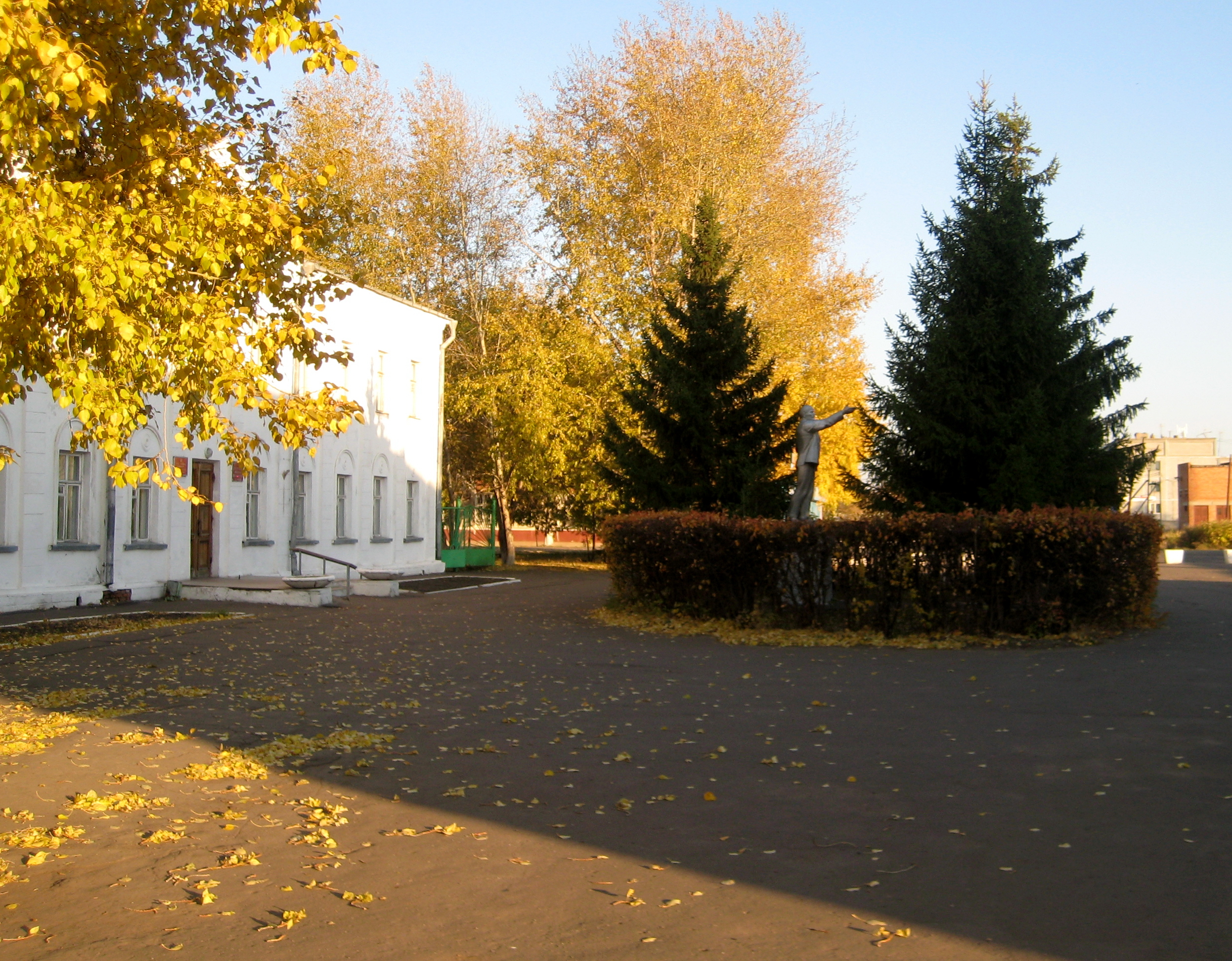
Kunstschule für Kinder (ehem. Gebäude des Rajonkomitees der KPdSU) und Lenindenkmal

Seit 1999 gibt es ein Historisches- und Heimatmuseum, benannt nach dem im Dorf Nowoarchangelka des Rakons geborenen Omsker Heimatforschers, Folkloresammlers und Publizisten Iwan Korowkin (1919–1977).

## Wirtschaft und Infrastruktur
In Ljubinski als Zentrum eines Landwirtschaftsgebietes gibt es Betriebe der Lebensmittelindustrie.
Die Siedlung liegt an der Transsibirischen Eisenbahn (Stationsname Ljubinskaja; Streckenkilometer 2659 ab Moskau), von der hier eine Güteranschlussstrecke in die 17 km nordöstlich unweit des linken Ufer des Irtysch gelegene Siedlung Krasny Jar abzweigt, sowie einer Regionalstraße, die die südlich bei Marjanowka verlaufende föderale Fernstraße R254 Irtysch Tscheljabinsk – Omsk – Nowosibirsk (Regionalstraße in dieser Richtung al 52K-11 ausgezeichnet) mit der nördlich an Krasny Jar vorbeiführenden Fernstraße R402 Tjumen – Omsk verbindet (in dieser Richtung als 52K-24).